# Cerceida
Cerceis o Cerceida (en grec antic Κερκηίς) va ser, segons la mitologia grega, una oceànide, una nimfa, filla d'Oceà i de Tetis, que Hesíode cita a la seva llista d'oceànides, i la defineix com una nimfa «de caràcter amable».
Els seus pares van ser els titans Oceà i Tetis, i va tenir moltes germanes, segons Hesíode fins a 3.000, i molts germans, els Oceànits, déus fluvials, que també eren 3.000. Els seus avis eren Urà i Gea.